# Лукашовка (Липовецкий район)
Лукашо́вка (укр. Лукашівка) — село на Украине, находится в Липовецком районе Винницкой области.
Код КОАТУУ — 0522283601. Население по переписи 2001 года составляет 750 человек. Почтовый индекс — 22534. Телефонный код — 4358.
Занимает площадь 2,04 км².

## Адрес местного совета
22534, Винницкая область, Липовецкий р-н, с. Лукашовка, ул. Первомайская, 1